# Coleophora helichrysiella
Coleophora helichrysiella is een vlinder uit de familie kokermotten (Coleophoridae). De wetenschappelijke naam is voor het eerst geldig gepubliceerd in 1909 door Krone.
De soort komt voor in Europa.